# Stigmella satarensis
Stigmella satarensis (лат.) — вид молей-малюток рода Stigmella (Nepticulinae) из семейства Nepticulidae.
Эндемик Южной Африки: ЮАР (Kruger National Park, Transvaal). Длина 4,4 мм. Обладают сходство с видами Stigmella geranica и Stigmella tragilis, отличаясь строением гениталий и глаз.
В апикальной части передних крыльев развиты две жилки: R4+5 и M.